# 天河機場駅
天河機場駅（てんかきじょう-えき）は中華人民共和国武漢市黄陂区に位置する武漢地下鉄2号線の駅。武漢天河国際空港のターミナルに直結している。

## 駅周辺
- 武漢天河国際空港